# Michał Głowacki
Michał Stanisław Głowacki ps. „Świętopełk” (ur. 1804 w Ujanowicach, zm. 24 maja 1846 w Nowym Sączu) – polski duchowny katolicki, wikariusz parafii w Poroninie, folklorysta, panslawista i jeden z organizatorów powstania chochołowskiego z 1846 r.
Był absolwentem gimnazjum w Nowym Sączu. Teologię studiował we Lwowie, a święcenia kapłańskie otrzymał w 1831 roku. Początkowo wikariat i posługę katechetyczną odbywał w Nowym Sączu w latach 1831-1833. Następnie był wikariuszem w Żabnie i Odporyszowie w latach 1833-1837, Żywcu w latach 1837-1842 i wreszcie w Poroninie, gdzie pracował do wybuchu powstania. Znany był wśród górali ze swych kazań wygłaszanych w języku gwarowym.
Jako folklorysta zajmował się zbieraniem pieśni i podań ludowych. Między innymi jako pierwszy spisał legendę o śpiących rycerzach w Tatrach.
Był działaczem niepodległościowym. Prowadził akcję agitacyjną oraz organizował struktury konspiracyjne. 21 lutego 1846 r. stanął u boku organisty Jana Kantego Andrusikiewicza, poety Juliana Goslara i ks. Józefa Leopolda Kmietowicza na czele powstania górali chochołowskich przeciwko zaborcy austriackiemu i feudałom. Po upadku powstania uwięziony przez władze austriackie, zmarł w szpitalu więziennym w Nowym Sączu na puchlinę wodną. Został pochowany na starym cmentarzu w Nowym Sączu.
Podczas obchodów 160-lecia wybuchu powstania postać ks. Głowackiego upamiętniono tablicą wmurowaną w ścianie kościoła pod wezwaniem Niepokalanego Poczęcia Najświętszej Marii Panny na starym cmentarzu w Nowym Sączu. Również w Poroninie 7 listopada 2010 r. na ścianie kościoła odsłonięto pamiątkową tablicę.